# بويزغران (افلايسن)
بويزغران هو دُوَّار يقع بجماعة أفلا يسن، إقليم شيشاوة، جهة مراكش آسفي في المملكة المغربية. ينتمي الدوّار لمشيخة افلايسن التي تضم 13 دوار. يقدر عدد سكانه بـ 1053 نسمة حسب الإحصاء الرسمي للسكان والسكنى لسنة 2014 ويأوي بيزغران 5 عائلات = اولاهم ارفوش وهي الغالبية من حيت العدد بنسبة تقارب 80% و إبولال وايت شباح وايت بوري واماشو 
.

## روابط خارجية
- البوابة الوطنية للجماعات الترابية نسخة محفوظة 12 مارس 2018 على موقع واي باك مشين.
- المندوبية السامية للتخطيط